# Terahertzstrålning

Terahertzvågor ligger vid den bortre änden av det infraröda bandet, strax före starten av mikrovågsbandet.

Terahertzstrålning (THF) betyder frekvenser från 0,1 till 10 THz, med motsvarande våglängder från 3 mm till 0,03 mm (eller 30 µm). Terahertzstrålning (eller submillimetervågor) är viktig för 6G mobilkommunikation.
THF ('Tremendously high frequency') – även känt som oerhört hög frekvens, T-strålar, T-vågor, T-ljus och T-lux – består av elektromagnetiska vågor inom ITU-bandet för frekvenser med 0,3 till 3 THz, med motsvarande våglängder från 1 mm till 0,1 mm (eller 100 µm). THF är även känt som decimillimeterbandet eller decimillimetervågor. THF används särskilt inom astronomi – eftersom det börjar vid en våglängd av en millimeter och fortgår in i kortare våglängder.
THF-bandet överlappar delvis våglängdsområdet för infraröd strålning som omfattar våglängder från 1 mm till 700 nm (0,7 µm).